# Labeo
Labeo é um gênero de peixes da família Cyprinidae.

## Espécies
- Labeo alluaudi Pellegrin, 1933
- Labeo alticentralis Tshibwabwa, 1997
- Labeo altivelis W. K. H. Peters, 1852
- Labeo angra (Hamilton, 1822)
- Labeo annectens Boulenger, 1903
- Labeo ansorgii Boulenger, 1907
- Labeo baldasseronii di Caporiacco, 1948
- Labeo barbatulus (Sauvage, 1878)
- Labeo barbatus Boulenger, 1898
- Labeo bata (Hamilton, 1822)
- Labeo batesii Boulenger, 1911
- Labeo boga (Hamilton, 1822)
- Labeo boggut (Sykes, 1839)
- Labeo bottegi Vinciguerra, 1897
- Labeo boulengeri Vinciguerra, 1912
- Labeo brachypoma Günther, 1868
- Labeo caeruleus F. Day, 1877
- Labeo calbasu (Hamilton, 1822)
- Labeo camerunensis Trewavas, 1974
- Labeo capensis (A. Smith, 1841)
- Labeo catla (Hamilton 1822)
- Labeo chariensis Pellegrin, 1904
- Labeo chrysophekadion (Bleeker, 1850)
- Labeo congoro W. K. H. Peters, 1852
- Labeo coubie Rüppell, 1832
- Labeo curchius (Hamilton, 1822)
- Labeo curriei Fowler, 1919
- Labeo cyclopinnis Nichols & Griscom, 1917
- Labeo cyclorhynchus Boulenger, 1899
- Labeo cylindricus W. K. H. Peters, 1852
- Labeo degeni Boulenger, 1920
- Labeo dhonti Boulenger, 1920
- Labeo djourae Blache & Miton, 1960
- Labeo dussumieri (Valenciennes, 1842)
- Labeo dyocheilus (McClelland, 1839)
- Labeo erythropterus Valenciennes, 1842
- Labeo falcipinnis Boulenger, 1903
- Labeo filiferus Plamoottil & Zupančič, 2017
- Labeo fimbriatus (Bloch, 1795)
- Labeo fisheri D. S. Jordan & Starks, 1917
- Labeo forskalii Rüppell, 1835
- Labeo fuelleborni Hilgendorf & Pappenheim, 1903
- Labeo fulakariensis Tshibwabwa, Stiassny & Schelly, 2006
- Labeo gonius (Hamilton, 1822)
- Labeo greenii Boulenger, 1902
- Labeo gregorii Günther, 1894
- Labeo heladiva Sudasinghe et al, 2018
- Labeo horie Heckel, 1847
- Labeo indramontri H. M. Smith, 1945
- Labeo kawrus (Sykes, 1839)
- Labeo kibimbi Poll, 1949
- Labeo kirkii Boulenger, 1903
- Labeo kontius (Jerdon, 1849)
- Labeo lankae Deraniyagala, 1952
- Labeo latebra Moritz & Neumann, 2017
- Labeo lineatus Boulenger, 1898
- Labeo lividus Roberts & Stewart, 1976
- Labeo longipinnis Boulenger, 1898
- Labeo lualabaensis Tshibwabwa, 1997
- Labeo lukulae Boulenger, 1902
- Labeo luluae Fowler, 1930
- Labeo lunatus R. A. Jubb, 1963
- Labeo macrostoma Boulenger, 1898
- Labeo meroensis Moritz, 2007
- Labeo mesops Günther, 1868
- Labeo microphthalmus F. Day, 1877
- Labeo mokotoensis Poll, 1939
- Labeo molybdinus du Plessis, 1963
- Labeo nandina (Hamilton, 1822)
- Labeo nasus Boulenger, 1899
- Labeo nigrescens Day, 1870
- Labeo nigricans Boulenger, 1911
- Labeo nigripinnis F. Day, 1877
- Labeo niloticus (Linnaeus, 1758)
- Labeo nunensis Pellegrin, 1929
- Labeo pangusia (Hamilton, 1822)
- Labeo parvus Boulenger, 1902
- Labeo pellegrini Zolezzi, 1939
- Labeo percivali Boulenger, 1912
- Labeo pierrei (Sauvage, 1880)
- Labeo pietschmanni Machan, 1930
- Labeo polli Tshibwabwa, 1997
- Labeo porcellus (Heckel, 1844)
- Labeo potail (Sykes, 1839)
- Labeo quadribarbis Poll & J. P. Gosse, 1963
- Labeo rajasthanicus A. K. Datta & Majumdar, 1970
- Labeo rectipinnis Tshibwabwa, 1997
- Labeo reidi Tshibwabwa, 1997
- Labeo ricnorhynchus (McClelland, 1839)
- Labeo rohita Hamilton, 1822
- Labeo rosae Steindachner, 1894
- Labeo roseopunctatus Paugy, Guégan & Agnèse, 1990
- Labeo rouaneti Daget, 1962
- Labeo rubromaculatus Gilchrist & W. W. Thompson, 1913
- Labeo ruddi Boulenger, 1907
- Labeo sanagaensis Tshibwabwa, 1997
- Labeo seeberi Gilchrist & W. W. Thompson, 1911
- Labeo senegalensis Valenciennes, 1842
- Labeo simpsoni Ricardo-Bertram, 1943
- Labeo sorex Nichols & Griscom, 1917
- Labeo stolizkae Steindachner, 1870
- Labeo trigliceps Pellegrin, 1926
- Labeo umbratus (A. Smith, 1841)
- Labeo victorianus Boulenger, 1901
- Labeo vulgaris Heckel, 1847
- Labeo werneri Lohberger, 1929
- Labeo worthingtoni Fowler, 1958